# Juan Diego Vásquez
Juan Diego Vásquez Gutiérrez (Ciudad de Panamá; 31 de mayo de 1996), es un abogado y político panameño, diputado en la Asamblea Nacional por el circuito 8-2 por la libre postulación desde el 1 de julio de 2019 hasta el 30 de junio de 2024. 

## Biografía
Juan Diego ha comentado que su interés por la política surgió en su adolescencia, cuando representó a San Miguelito en la Asamblea Juvenil. Obtuvo su título de licenciado en derecho y ciencias políticas en la Universidad Católica Santa María La Antigua en 2018, en 2021 obtuvo su licenciatura en criminología en la Universidad Interamericana de Panamá y se encuentra cursando dos maestrías.
En las elecciones generales de Panamá de 2019, fue elegido diputado ante la Asamblea Nacional por el circuito 8-2, que corresponde a San Miguelito.  Entre sus propuestas, ha presentado anteproyectos que conciernen la anticorrupción, transparencia y reformas constitucionales. Asimismo, ha expresado su oposición a la reelección, como también rechazó el subsidio electoral de 57 558 balboas por parte del Tribunal Electoral .